# 1992年のル・マン24時間レース

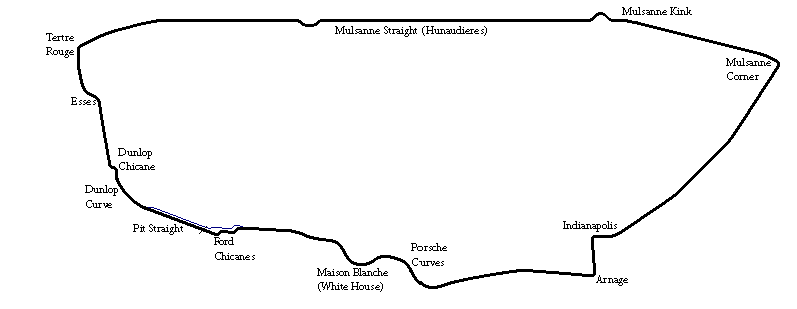
1992年のコース

1992年のル・マン24時間レース（24 Heures du Mans 1992 ）は、60回目のル・マン24時間レースであり、1992年6月20日から6月21日にかけてフランスのサルト・サーキットで行われた。

## 概要
スポーツカー世界選手権（SWC）レースの一環として予定され、そのシリーズ全戦に出場するチームが優先されたが、全戦出場した有力チームはプジョー、トヨタ、マツダくらいのもので出走台数10台前後と寂しいものであり、記念すべき60回大会となるにもかかわらずそのままではル・マンのエントリー台数も極めて少ないことが予想された。そのためシリーズレースに出場したチームの車両であれば1990年までのグループC車両の出場を認め、さらにポルシェエンジン搭載車、ヨーロッパ国内選手権に出場している車両の参加が認められた。ただしターボ車は使用可能燃料が従来の2,550リットルから2,140リットルへと大幅に制限された。
トヨタ自動車は合計5台の出場となり、ポルシェ車を除けば最多数であった。
有力チームだったジャガーやメルセデス・ベンツは全くそっぽを向いてしまった。
観客動員数は約15万人と最盛期の1/3程度に落ち込んでいたが、地元フランスのチームが最有力候補ということでそれなりの盛り上がりを見せた。

### C1
スポーツカーレースがスプリント化する中でフォーミュラ1に近い仕様となり、加速よりもコーナリングでタイムを稼ぐマシンになった。
プジョーはジャン・トッドの元で耐久テストをこなしてプジョー・905の耐久性を大幅に上げて勝利に自信を持っていたが、この車両が24時間走れるかどうかが注目された。
トヨタ自動車は1991年シーズンを休止した間に新たにじっくり開発していた3,500ccエンジン搭載車、TS010を3台投入した。小型軽量と出力を両立するためにV型10気筒を採用、シャシは従来通りトヨタテクノクラフトが新設計した。
ロータリーエンジンが使用できなくなったマツダはレース活動方針決定が1991年10月にずれ込み、独自新規開発では時間も費用も間に合わないためマツダで独自にチューンしたジャッドGV10型V型10気筒エンジンをジャガー・XJR-14の車体に搭載したマツダ・MX-R01を持ち込んだ。
日産自動車は出場を考え3,500ccエンジン搭載車、NP35を開発していたが、シリーズ全戦に出場する予算が得られず断念した。

### C2
1990年までのグループCで、シリーズレース出場メーカーのターボ車のカテゴリである。
トヨタ自動車はサードとトラストにターボ車を1台ずつ貸与した。
日産自動車はシリーズレースに出場しておらず、このカテゴリでも出場資格はなかった。

### C3
ポルシェ・962C及びポルシェエンジン搭載車のカテゴリである。
ターボ車に課せられた使用可能燃料制限のハンディキャップが大きく上位出場が望めなかったため、ポルシェ・962の出場は予想されたより多くなかった。

### C4
ヨーロッパ国内選手権に出場している車両のカテゴリである。

## 予選
プジョーは数年前から使用を認められるようになっていたTカーを3台持ち込んで積極的にタイムアタックし、2号車が1990年のル・マン24時間レースで日産自動車が記録していたシケイン設置後のコースレコードを塗り替える3分21秒209を記録した。2位も1号車のプジョーであった。
トヨタもTカーを持ち込んだが、プジョーほど徹底したタイムアタックカーではなかった。トヨタ陣営のトップは7号車が3位の3分26秒411で、4位8号車、5位33号車もトヨタが占めた。
マツダは決勝レースに備えた走行でタイムを気にしなかったが、それでも1991年のル・マン24時間レースで優勝したクルーが7位となる3分34秒329を記録し、能力の高さを示した。
C2ではサードのトヨタ・92CVが3分39秒850で11位、C3ではクレマーのポルシェ・962Cが3分39秒317で8位となった。

## 決勝
16時に28台がスタートした。雨は上がったが路面は濡れており、その後も雨が降ったためレースの半分はウェットコースとなったためトラブルが少ないレースとなり、ターボ勢も予想された程には燃費に苦しまなかった。
レース開始当初はプジョーの2台が先行した。5周目にマツダに抜かれたものの、電気系統のトラブルでわずかなスローダウンや数分のピットロスはあったがその他にトラブルらしいトラブルはなく、ピット作業にも乱れはなかった。
トヨタは前半プジョーとマツダに先行され、遅い車両につっかえているところをプジョーに追突されて両者とも長いピットインを強いられた。
マツダは5周目からトップに立って快調に走り、一時二連覇も期待されたがデフロスターの不調による視界不良で逆転され、その後トヨタにも抜かれた。

## 結果
14台が完走した。
プジョーはデレック・ワーウィック/ヤニック・ダルマス/マーク・ブランデル組のプジョー・905、1号車、が24時間で352周を走り切って優勝した。
トヨタ自動車は関谷正徳/ピエール＝アンリ・ラファネル/ケニー・アチソン組、チーム・トムスの33号車が2位に入り、トヨタにとっての最高成績となったが、前年マツダが優勝したばかりであり、世間に対するインパクトに欠けた。
マツダが短期間でこれまでと全く違うタイプの車両を作成して上位に食い込んだことは高く評価された。
| 順位   | クラス | 号車 | チーム                                                          | ドライバー                                                                                            | シャシ                                         | タイヤ | 周回数 |
| 順位   | クラス | 号車 | チーム                                                          | ドライバー                                                                                            | エンジン                                       | タイヤ | 周回数 |
| ------ | ------ | ---- | --------------------------------------------------------------- | --- | ---------------------------------------------- | ------ | ------ |
| 1      | C1     | 1    | プジョー・タルボ・スポール                                      | - デレック・ワーウィック - ヤニック・ダルマス - マーク・ブランデル                                    | プジョー・905Evo 1B                            | M      | 352    |
| 1      | C1     | 1    | プジョー・タルボ・スポール                                      | - デレック・ワーウィック - ヤニック・ダルマス - マーク・ブランデル                                    | プジョー・SA35型3.5リットルV型10気筒           | M      | 352    |
| 2      | C1     | 33   | トヨタ・チーム・トムス                                          | - 関谷正徳 - ピエール＝アンリ・ラファネル - ケニー・アチソン                                          | トヨタ・TS010                                  | G      | 346    |
| 2      | C1     | 33   | トヨタ・チーム・トムス                                          | - 関谷正徳 - ピエール＝アンリ・ラファネル - ケニー・アチソン                                          | トヨタ自動車・RV10型3.5リットルV型10気筒       | G      | 346    |
| 3      | C1     | 2    | プジョー・タルボ・スポール                                      | - マウロ・バルディ - フィリップ・アリオー - ジャン＝ピエール・ジャブイーユ                            | プジョー・905Evo 1B                            | M      | 345    |
| 3      | C1     | 2    | プジョー・タルボ・スポール                                      | - マウロ・バルディ - フィリップ・アリオー - ジャン＝ピエール・ジャブイーユ                            | プジョー・SA35型3.5リットルV型10気筒           | M      | 345    |
| 4      | C1     | 5    | - マツダスピード - オレカ                                       | - ジョニー・ハーバート - フォルカー・ヴァイドラー - ベルトラン・ガショー - マウリシオ・サンドロ・サラ | マツダ・MX-R01                                 | M      | 336    |
| 4      | C1     | 5    | - マツダスピード - オレカ                                       | - ジョニー・ハーバート - フォルカー・ヴァイドラー - ベルトラン・ガショー - マウリシオ・サンドロ・サラ | マツダ・MV10型3.5リットルV型10気筒             | M      | 336    |
| 5      | C2     | 35   | トラスト・レーシング                                            | - ステファン・ヨハンソン - ジョージ・フーシェ スティーブン・アンドスカー                              | トヨタ・92C-V                                  | D      | 336    |
| 5      | C2     | 35   | トラスト・レーシング                                            | - ステファン・ヨハンソン - ジョージ・フーシェ スティーブン・アンドスカー                              | トヨタ自動車・R36V型3.6リットルV型8気筒ターボ  | D      | 336    |
| 6      | C3     | 54   | クラージュ・コンペティション                                    | - ボブ・ウォレク - アンリ・ペスカロロ - ジャン＝ルイ・リッチ                                          | クーガー・C28LM                                | G      | 335    |
| 6      | C3     | 54   | クラージュ・コンペティション                                    | - ボブ・ウォレク - アンリ・ペスカロロ - ジャン＝ルイ・リッチ                                          | ポルシェ・935型3.2リットル 水平対向6気筒ターボ | G      | 335    |
| 7      | C3     | 51   | クレマー・ポルシェ・レーシング                                  | - マヌエル・ロイター - ジョン・ニールセン - ジョバンニ・ラバッジ                                      | ポルシェ・962CK6                               | Y      | 334    |
| 7      | C3     | 51   | クレマー・ポルシェ・レーシング                                  | - マヌエル・ロイター - ジョン・ニールセン - ジョバンニ・ラバッジ                                      | ポルシェ・935型3.2リットル 水平対向6気筒ターボ | Y      | 334    |
| 8      | C1     | 8    | トヨタ・チーム・トムス                                          | - ヤン・ラマース - アンディ・ウォレス - テオ・ファビ                                                  | トヨタ・TS010                                  | G      | 331    |
| 8      | C1     | 8    | トヨタ・チーム・トムス                                          | - ヤン・ラマース - アンディ・ウォレス - テオ・ファビ                                                  | トヨタ自動車・RV10型3.5リットルV型10気筒       | G      | 331    |
| 9      | C2     | 34   | - トヨタ・チーム・トムス - キッツ・レーシングチーム with サード | - ローランド・ラッツェンバーガー - エイエ・エリジュ - エディ・アーバイン                              | トヨタ・92C-V                                  | B      | 321    |
| 9      | C2     | 34   | - トヨタ・チーム・トムス - キッツ・レーシングチーム with サード | - ローランド・ラッツェンバーガー - エイエ・エリジュ - エディ・アーバイン                              | トヨタ自動車・R36V型3.6リットルV型8気筒ターボ  | B      | 321    |
| 10     | C3     | 67   | オーバーマイヤー・レーシング                                    | - オットー・アルテンバッハ - ユルゲン・ラシック - ピエール・イベール                                  | ポルシェ・962C                                 | G      | 297    |
| 10     | C3     | 67   | オーバーマイヤー・レーシング                                    | - オットー・アルテンバッハ - ユルゲン・ラシック - ピエール・イベール                                  | ポルシェ・935型3.2リットル 水平対向6気筒ターボ | G      | 297    |
| 11     | C3     | 52   | クレマー・ポルシェ・レーシング                                  | - ロビン・ドノヴァン - チャールズ・リケット - アルモ・コッペリ                                        | ポルシェ・962CK6                               | Y      | 297    |
| 11     | C3     | 52   | クレマー・ポルシェ・レーシング                                  | - ロビン・ドノヴァン - チャールズ・リケット - アルモ・コッペリ                                        | ポルシェ・935型3.2リットル 水平対向6気筒ターボ | Y      | 297    |
| 12     | C3     | 53   | ADAエンジニアリング                                             | - デレック・ベル - ジャスティン・ベル - ティフ・ニーデル                                              | ポルシェ・962C GTi                             | G      | 284    |
| 12     | C3     | 53   | ADAエンジニアリング                                             | - デレック・ベル - ジャスティン・ベル - ティフ・ニーデル                                              | ポルシェ・935型3.2リットル 水平対向6気筒ターボ | G      | 284    |
| 13     | C1     | 4    | ユーロ・レーシング                                              | - ハインツ＝ハラルド・フレンツェン - Charles Zwolsman, Sr. - 粕谷俊二                                 | ローラ・T92/10                                 | M      | 271    |
| 13     | C1     | 4    | ユーロ・レーシング                                              | - ハインツ＝ハラルド・フレンツェン - Charles Zwolsman, Sr. - 粕谷俊二                                 | ジャッド・GV10型3.5リットルV型10気筒           | M      | 271    |
| 14     | C1     | 22   | チェンバレン・エンジニアリング                                  | - フェルディナン＝レセップス - リチャード・パイパー - Olindo Iacobelli                                | スパイス・SE89C                                | G      | 258    |
| 14     | C1     | 22   | チェンバレン・エンジニアリング                                  | - フェルディナン＝レセップス - リチャード・パイパー - Olindo Iacobelli                                | フォード・コスワースDFZ型3.5リットルV型8気筒   | G      | 258    |
| 15 NC  | C1     | 36   | チェンバレン・エンジニアリング                                  | - 原田淳 - 嶋村健太 - 吉川とみ子                                                                      | スパイス・SE89C                                | G      | 160    |
| 15 NC  | C1     | 36   | チェンバレン・エンジニアリング                                  | - 原田淳 - 嶋村健太 - 吉川とみ子                                                                      | フォード・コスワースDFZ型3.5リットルV型8気筒   | G      | 160    |
| 16 NC  | C4     | 66   | - Eric Bellefroid - Ren Car                                     | - ワルテール・ブリューワー - マルク・アレクサンドル - フランク・デヴィータ                            | オライオン・LM                                 | M      | 78     |
| 16 NC  | C4     | 66   | - Eric Bellefroid - Ren Car                                     | - ワルテール・ブリューワー - マルク・アレクサンドル - フランク・デヴィータ                            | プジョー・1.9リットル直列4気筒                 | M      | 78     |
| 17 DNF | C1     | 31   | プジョー・タルボ・スポール                                      | - カール・ヴェンドリンガー - エリック・ヴァン・デ・ポール - アラン・フェルテ                          | プジョー・905Evo 1B                            | M      | 208    |
| 17 DNF | C1     | 31   | プジョー・タルボ・スポール                                      | - カール・ヴェンドリンガー - エリック・ヴァン・デ・ポール - アラン・フェルテ                          | プジョー・SA35型3.5リットルV型10気筒           | M      | 208    |
| 18 DNF | C1     | 7    | トヨタ・チーム・トムス                                          | - ジェフ・リース - デビッド・ブラバム - 片山右京                                                      | トヨタ・TS010                                  | G      | 192    |
| 18 DNF | C1     | 7    | トヨタ・チーム・トムス                                          | - ジェフ・リース - デビッド・ブラバム - 片山右京                                                      | トヨタ自動車・RV10型3.5リットルV型10気筒       | G      | 192    |
| 19 DNF | C1     | 21   | アクション・フォーミュラ                                        | - ルイジ・タヴェルナ - アレッサンドロ・ジーニ - ジョン・シェルドン                                    | スパイス・SE90C                                | G      | 150    |
| 19 DNF | C1     | 21   | アクション・フォーミュラ                                        | - ルイジ・タヴェルナ - アレッサンドロ・ジーニ - ジョン・シェルドン                                    | フォード・コスワースDFZ型3.5リットルV型8気筒   | G      | 150    |
| 20 DNF | C3     | 56   | クラージュ・コンペティション                                    | - トマス・サルダナ - デニス・モリン - ジャン＝フランソワ・イヴォン                                    | クーガー・C28LM                                | G      | 142    |
| 20 DNF | C3     | 56   | クラージュ・コンペティション                                    | - トマス・サルダナ - デニス・モリン - ジャン＝フランソワ・イヴォン                                    | ポルシェ・935型3.2リットル 水平対向6気筒ターボ | G      | 142    |
| 21 DNF | C1     | 6    | - マツダスピード - オレカ                                       | - マウリシオ・サンドロ・サラ - 従野孝司 - 寺田陽次郎                                                  | マツダ・MX-R01                                 | M      | 124    |
| 21 DNF | C1     | 6    | - マツダスピード - オレカ                                       | - マウリシオ・サンドロ・サラ - 従野孝司 - 寺田陽次郎                                                  | マツダ・MV10型3.5リットルV型10気筒             | M      | 124    |
| 22 DNF | C1     | 29   | チーム・S.C.I.                                                  | - ラニエーリ・ランダッチョ - ヴィト・ヴェニナータ - ステファノ・セバスティアーニ                      | Tiga・GC288                                    | G      | 101    |
| 22 DNF | C1     | 29   | チーム・S.C.I.                                                  | - ラニエーリ・ランダッチョ - ヴィト・ヴェニナータ - ステファノ・セバスティアーニ                      | フォード・コスワースDFL型3.3リットルV型8気筒   | G      | 101    |
| 23 DNF | C3     | 68   | エキップ・アルメラス・ショタール                                | - ジャン＝マリー・アルメラス - ジャック・アルメラス - マックス・コーエンオリバー                      | ポルシェ・962C                                 | G      | 85     |
| 23 DNF | C3     | 68   | エキップ・アルメラス・ショタール                                | - ジャン＝マリー・アルメラス - ジャック・アルメラス - マックス・コーエンオリバー                      | ポルシェ・935型3.2リットル 水平対向6気筒ターボ | G      | 85     |
| 24 DNF | C3     | 55   | クラージュ・コンペティション                                    | - パスカル･ファブル - リオネル・ロベール - Marco Brand                                                | クーガー・C28LM                                | G      | 77     |
| 24 DNF | C3     | 55   | クラージュ・コンペティション                                    | - パスカル･ファブル - リオネル・ロベール - Marco Brand                                                | ポルシェ・935型3.2リットル 水平対向6気筒ターボ | G      | 77     |
| 25 DNF | C1     | 3    | ユーロ・レーシング                                              | - ヘスス・パレハ - Cor Euser - Charles Zwolsman, Sr.                                                  | ローラ・T92/10                                 | M      | 50     |
| 25 DNF | C1     | 3    | ユーロ・レーシング                                              | - ヘスス・パレハ - Cor Euser - Charles Zwolsman, Sr.                                                  | ジャッド・GV10型3.5リットルV型10気筒           | M      | 50     |
| 26 DNF | C4     | 58   | ウェルター・レーシング                                          | - パトリック・ゴーニン - Didier Artzet - ピエール・プチ                                               | WR・LM92                                       | M      | 42     |
| 26 DNF | C4     | 58   | ウェルター・レーシング                                          | - パトリック・ゴーニン - Didier Artzet - ピエール・プチ                                               | プジョー・1.9リットル直列4気筒                 | M      | 42     |
| 27 DNF | C4     | 61   | ディディエ・ボネ・オートレーシング                              | - ディディエ・ボネ - ジェラール・トランブレイ - ジャック・ユクラン                                    | デボラ・92                                     | P      | 25     |
| 27 DNF | C4     | 61   | ディディエ・ボネ・オートレーシング                              | - ディディエ・ボネ - ジェラール・トランブレイ - ジャック・ユクラン                                    | アルファロメオ・3.0リットルV型6気筒            | P      | 25     |
| 28 DNF | C1     | 9    | ブリティッシュ・レーシング・モータース                          | - ウェイン・テイラー - ハリ・トイヴォネン - リチャード・ジョーンズ                                    | BRM・P351                                      | G      | 20     |
| 28 DNF | C1     | 9    | ブリティッシュ・レーシング・モータース                          | - ウェイン・テイラー - ハリ・トイヴォネン - リチャード・ジョーンズ                                    | BRM・3.5リットルV型12気筒                      | G      | 20     |
| DNS    | C1     | 30   | TDR・スパイス・レーシング                                       | - クリス・ホッジス - フランソワ・ミゴール - ティエリー・ルセール                                      | スパイス・SE90C                                | ?      | -      |
| DNS    | C1     | 30   | TDR・スパイス・レーシング                                       | - クリス・ホッジス - フランソワ・ミゴール - ティエリー・ルセール                                      | フォード・コスワースDFZ型3.5リットルV型8気筒   | ?      | -      |
| DNQ†   | C2     | 60   | チーム・MP・レーシング                                          | - Marc Pachot - レイモンド・トワルー - ディディエ・カラデック                                         | ALD・C289                                      | M      | -      |
| DNQ†   | C2     | 60   | チーム・MP・レーシング                                          | - Marc Pachot - レイモンド・トワルー - ディディエ・カラデック                                         | プジョー・PRV型3.0リットルV型6気筒             | M      | -      |